# Pegomya mirabifurca
Pegomya mirabifurca este o specie de muște din genul Pegomya, familia Anthomyiidae, descrisă de Cui, Li și Fan în anul 1993.
Este endemică în Nei Mongol. Conform Catalogue of Life specia Pegomya mirabifurca nu are subspecii cunoscute.